# Chalus, Puy-de-Dôme
Chalus är en kommun i departementet Puy-de-Dôme i regionen Auvergne-Rhône-Alpes i centrala Frankrike. Kommunen ligger i kantonen Saint-Germain-Lembron som tillhör arrondissementet Issoire. År 2022 hade Chalus 181 invånare.

## Befolkningsutveckling
Antalet invånare i kommunen Chalus
| Referens: INSEE |